# Schlumbergera
Schlumbergera és un petit gènere de cactus amb 6 espècies de les muntanyes litorals del sud-est del Brasil. Aquestes plantes creixen sobre arbres o roques en hàbitats generalment ombrívols i amb alta humitat relativa i tenen una aparença força diferent dels cactus dels deserts. Moltes espècies de Schlumbergera tenen tiges que semblen fulles i flors que apareixen en arèoles. A l'hemisferi sud floreixen durant el mes de maig. Moltes espècies són plantes d'interior amb flors de diferents colors segons les cultivars.
El botànic Charles Lemaire (1801-1871) va donar el nom de Schlumbergera a aquest gènere el 1858, en homenatge a Frédéric Schlumberger (1823-1893), col·leccionista de cactus francès.
Les cultivars de Schlumbergera entren en dos grups principals:
- El Grup Truncata conté totes les cultivars amb les seves característiques derivades de l'espècie S. truncata:.
- El Grup Buckleyi conté totes les cultivars amb almenys algunes característiques heretades de l'espècie S. russelliana:.

## Sinonímia
Els següents gèneres són sinònims de Schlumbergera
- Epiphyllanthus A.Berger
- Opuntiopsis Knebel (nom. inval.)
- Zygocactus K.Schum.
- Zygocereus Frič i Kreuz. (orth. var.)
- Epiphyllum Pfeiff.

El cas d'Epiphyllum és complex. El 1753 Carl Linnaeus creà el gènere Cactus. El gènere Epiphyllum va ser creat el 1812 per Haworth, basat en el Cactus phyllanthus de Linnaeus. El 1831 Johann Link creà el gènere Phyllocactus basat en la mateixa espècie. En les regles modernes, Phyllocactus és un nom il·legítim. L'autèntic gènere és Epiphyllum

## Taxonomia
Actualment se'n reconeixen sis espècies.
- Schlumbergera kautskyi (Horobin & McMillan) 
sinònim S. truncata subsp. kautskyi

- Schlumbergera microsphaerica
sin. Cereus microsphaerica, Epiphyllanthus microsphaericus (K.Schum.) Britton & Rose, Cereus obtusangulus, Epiphyllanthus obtusangulus (K.Schum.) A.Berger, Zygocactus obtusangulus, S. obtusangula (K.Schum.) D.R.Hunt

- Schlumbergera opuntioides (Loefgr. & Dusén) D.R.Hunt
sin. Epiphyllum opuntioides Loefgr. & Dusén, Zygocactus opuntioides (Loefgr. & Dusén) Loefgr., Epiphyllanthus opuntioides

- Schlumbergera orssichiana Barthlott & McMillan

- Schlumbergera russelliana (Hook.) Britton & Rose
sin. Epiphyllum russellianum Hook., S. epiphylloides Lemaire, nom. illeg.

- Schlumbergera truncata (Haw.) Moran
sin. Epiphyllum truncatum Haw., Zygocactus truncatus (Haw.) K.Schum., nom. illeg.

- Schlumbergera × buckleyi (T.Moore) Tjaden = S. russelliana × S. truncata; S. Buckleyi Group
syn. Epiphyllum buckleyi T.Moore, E. rollissonii T.Moore, S. bridgesii (Lemaire) Loefgr.

- Schlumbergera × eprica Süpplie = S. orssichiana × S. russelliana

- Schlumbergera × exotica Barthlott & Rauh = S. truncata × S. opuntioides; S. Exotica Group

- Schlumbergera × reginae McMillan = S. truncata × S. orssichiana; S. Reginae Group